# Тутончанский сельсовет
Тутончанский сельсовет — административно-территориальная единица, выделявшаяся в составе Илимпийского района Эвенкийского автономного округа Красноярского края.

## История
Информация о времени образования сельсовета разнится. Один и тот же источник указывает:
- «... С 1934 года Эвенкийский национальный округ являлся составной частью Красноярского края и состоял из трёх районов: Илимпийского, Байкитского и Тунгусско-Чунского и 17 сельских советов: Нидымский, Учамский, Тутончанский, Ногинский, Кислоканский, Экондинский, Чириндинский, Ессейский, Ванаварский, Стрелковский, Чемдальский, Муторайский, Байкитский, Куюмбинский, Ошаровский, Полигусовский, Суломайский»;
- «До образования кочевых Советов, с 1927 по 1930 гг., именовался Чумским родовым Советом. С 1930 по 1957 год именовался Кочумдекским кочевым Советом. На основании протокола заседания исполнительного комитета Илимпийского районного Совета депутатов трудящихся от 18.07.1951 года, Агатский кочевой Совет ликвидирован, и все дела и имущество исполкома кочевого Совета переданы исполкому Кочумдекского кочевого Совета. Административные территориальные границы Агатского кочевого Совета слились с территорией Кочумдекского кочевого Совета. На основании Указа Президиума Верховного Совета РСФСР от 25.12.1952 № 293 „Об объединении сельских Советов Красноярского края“ в январе 1953 года Агатский и Кочумдекский сельские Советы объединены в Тутончанский сельский Совет»[4][5].

13 января 1992 года сельсовет был упразднён и была образована администрация села Тутончаны.
Законом Эвенкийского автономного округа от 07.10.1997 № 63 вместо упразднённого Тутончанского сельсовета была утверждена территориальная единица сельское поселение село (с 2002 года посёлок) Тутончаны.
В 2010 году были приняты Закон об административно-территориальном устройстве и реестр административно-территориальных единиц и территориальных единиц Красноярского края, согласно которым посёлок Тутончаны непосредственно вошёл в состав Эвенкийского района как административно-территориальной единицы с особым статусом.
Сельсовет выделялся как единица статистического подсчёта до 2002 года.
В ОКАТО сельсовет как объект административно-территориального устройства выделялся до 2011 года.

## Состав
| № | Населённый пункт | Тип населённого пункта          | Население |
| - | ---------------- | ------------------------------- | --------- |
| 1 | Тутончаны        | посёлок, административный центр | ↘202      |

Исчезнувшие:
- Агата;
- Кочумдек.